# Зиммерсхофен
Зиммерсхофен (нем. Simmershofen) — община в Германии, в земле Бавария.
Подчиняется административному округу Средняя Франкония. Входит в состав района Нойштадт-ан-дер-Айш-Бад-Виндсхайм. Подчиняется управлению Уффенхайм. Население составляет 910 человек (на 31 декабря 2010 года). Занимает площадь 34,19 км².
Коммуна подразделяется на 6 административных единиц.

## Население
По оценке на 31 декабря 2015 года население общины Зиммерсхофен составляет 877 чел. 

| Дата      | 1840 | 1871 | 1900 | 1925 | 1939 | 1950 | 1961 | 1970 | 1987 | 2011 |
| --------- | ---- | ---- | ---- | ---- | ---- | ---- | ---- | ---- | ---- | ---- |
| Население | 1426 | 1456 | 1396 | 1428 | 1273 | 2259 | 1354 | 1155 | 1057 | 911  |

| Год       | 1960 | 1970 | 1980 | 1990 | 2000 | 2009 | 2010 | 2011 | 2012 | 2013 | 2014 | 2015 |
| --------- | ---- | ---- | ---- | ---- | ---- | ---- | ---- | ---- | ---- | ---- | ---- | ---- |
| Население | 1348 | 1128 | 1011 | 1021 | 1007 | 922  | 910  | 884  | 881  | 888  | 874  | 877  |